# 東園基光

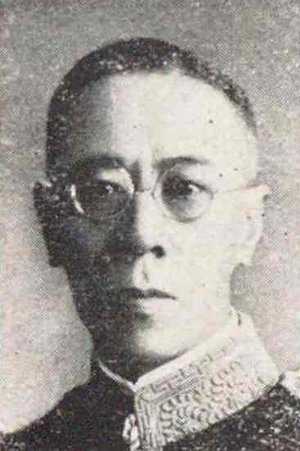
東園基光

東園 基光（ひがしぞの もとみつ、1875年（明治8年）3月4日 - 1934年（昭和9年）2月26日）は、明治から昭和初期の内務・警察官僚、政治家、華族。官選富山県知事、貴族院子爵議員。

## 経歴
東京府出身。侍従・宮中顧問官・子爵、東園基愛の長男として生まれる。学習院高等学科を経て、1903年（明治36年）東京帝国大学法科大学政治学科を卒業し大学院に進む。同年、文部省に入省し普通学務局属となる。1904年（明治37年）11月、文官高等試験行政科試験に合格した。
1905年（明治38年）内務省に転じ内務属となる。以後、岡山県事務官、静岡県事務官・第二部長、滋賀県事務官・警察部長、愛知県事務官・警察部長、茨城県内務部長、東京府内務部長などを歴任。
1919年（大正8年）4月、富山県知事に就任。神通中学校・上市農学校の設立、氷見漁港の築港、県道指定、県営電気事業の実施などを推進した。1921年（大正10年）12月24日、知事を依願免本官となり退官した。
知事退官直後の1921年12月27日、濃飛電気株式会社の代表取締役社長に就任。同社からは翌1922年（大正11年）7月に退くが、7月20日付で今度は白山水力株式会社の代表取締役社長に選出された。濃飛電気・白山水力ともに福澤桃介が関係する電力会社である。白山水力社長は以後1926年（大正15年）4月まで在任している。この間の1925年（大正14年）7月10日、貴族院子爵議員に選出され、研究会に属し死去するまで在任。その他、商工審議会委員、土木会議議員、学習院評議員会員などを務めた。

## 系譜
- 妻：東園輝子（松平頼英の四女）[1]
  - 養子：東園基文（伊達邦宗の三男）